# Władysławów (powiat chełmski)
Władysławów – wieś w Polsce położona w województwie lubelskim, w powiecie chełmskim, w gminie Wierzbica.
W latach 1975–1998 miejscowość należała administracyjnie do województwa chełmskiego.
Wieś stanowi sołectwo gminy Wierzbica.  Według Narodowego Spisu Powszechnego z roku 2011 wieś liczyła 76 mieszkańców i była szasnastą co do liczby ludności miejscowością gminy.